# Oroszi
Oroszi es un pueblo ubicado en el distrito de Devecser, en el condado de Veszprém, Hungría.

## Superficie
Posee una superficie de 4,740 kilómetros cuadrados.

## Demografía
Hasta 2019 la población era de 132 habitantes, con una densidad de población de 27,85 habitantes por kilómetro cuadrado.